# Mitglieder der Königlich Dänischen Akademie der Wissenschaften bis 1942
Diese Liste umfasst alle Mitglieder der Königlich Dänischen Akademie der Wissenschaften (Det Kongelige Danske Videnskabernes Selskab).
Sie basiert auf der in Det Kongelige Danske Videnskabernes Selskab 1742–1942 – Samlinger til selskabets historie, Band 1, 1942 veröffentlichten Liste. Für den Zeitraum 1742–1942 soll diese vollständig sein.

## Präsidenten
1. Johan Ludvig von Holstein (1742–1763)
2. Otto Thott (1763–1770)
3. Henrik Hielmstierne (1776–1780)
4. Bolle Willum Luxdorph (1780–1788)
5. Andreas Peter Bernstorff (1788–1797)
6. Ernst Heinrich von Schimmelmann (1797–1831)
7. Adam Wilhelm Hauch (1831–1838)
8. Prins Christian Frederik (1838–1848)
9. Anders Sandøe Ørsted (1848–1860)
10. Johan Nicolai Madvig (1867–1886)
11. Julius Thomsen (1888–1909)
12. Vilhelm Thomsen (1909–1927)
13. Niels Erik Nørlund (1927–1933)
14. Anders Bjørn Drachmann (1933–1934)
15. Holger Pedersen (1934–1938)
16. Søren Sørensen (1938–1939)
17. Niels Bohr (1939–1962)
18. Johannes Pedersen (1962–1969)
19. Bengt Strömgren (1969–1975)
20. Poul Jørgen Riis (1975–1981)
21. Jens Lindhard (1981–1988)
22. Erik Dal (1988–1994)
23. Henning Sørensen (1994–1996)
24. Birger Munk Olsen (1996–2003)
25. Tom Fenchel (2004–2008)
26. Kirsten Hastrup (2008–2016)
27. Mogens Høgh Jensen (2016–2020)

## In- und ausländische Ehrenmitglieder bis 1942
1. Christian Frederik Raben (7. Dezember 1744)
2. Otto Thott (13. Dezember 1744)
3. Frederik Rostgaard (21. Dezember 1744)
4. Martin Folkes (6. Oktober 1745)
5. Niels Foss (6. Oktober 1745)
6. Ludvig Holberg (6. Oktober 1745)
7. Rochus Friedrich zu Lynar (13. März 1747)
8. Otto Manderup Rantzau (13. März 1747)
9. Joachim von Brockdorff (26. Januar 1750)
10. Cai von Rantzau (9. Juli 1755)
11. George Parker, 2. Earl of Macclesfield (9. Juli 1755)
12. Frederik Ludvig Moltke (27. November 1758)
13. Otto Thott (Wiederwahl pro forma am 19. April 1776, weil Thott bis dahin nur als Präsident, nicht als Mitglied geführt wurde)
14. Joachim Otto Schack-Rathlou (19. April 1776)
15. Frederik Vilhelm Wedel-Jarlsberg (20. März 1778)
16. Ove Høegh-Guldberg (24. November 1780)
17. Joachim Godske Moltke (22. Dezember 1780)
18. Adam Gottlob von Moltke (12. November 1784)
19. Christian Detlev von Reventlow (6. Februar 1795)
20. Cay Friedrich von Reventlow (6. Februar 1795)
21. Ernst Heinrich von Schimmelmann (4. März 1796)
22. Frederik Moltke (3. Januar 1800)
23. Benjamin Thompson (Sommer 1803)
24. Herman Schubart (21. November 1806)
25. Jørgen Balthazar Winterfeldt (18. Dezember 1807)
26. Marcus Gerhard Rosencrone (12. Januar 1810)
27. Johann Sigismund von Mösting (12. Januar 1810)
28. Peter Hersleb Classen der Ältere (3. März 1815)
29. Johan von Bülow (8. Dezember 1815)
30. Friedrich VIII. von Dänemark (13. April 1894)

## Inländische ordentliche Mitglieder 1742–1942
Nach Det kongelige danske videnskabernes selskab 1742–1942 – Samlinger til selskabets historie, Band 1, 1942, S. 355–385.
1. Hans Gram (13. November 1742)
2. Henrik Hielmstierne (13. November 1742)
3. Johan Ludvig von Holstein (13. November 1742)
4. Erik Pontoppidan der Jüngere (13. November 1742)
5. Marcus Wøldike (13. November 1742)
6. Joachim Frederik Ramus (11. Dezember 1742)
7. Bernhard Møllmann (13. November 1743)
8. Christian Ludwig Scheidt (13. November 1742)
9. Georg Detharding (6. Oktober 1745)
10. Henrik Stampe (6. Oktober 1745)
11. Balthazar Johannes de Buchwald (6. Oktober 1745)
12. Peder Nielsen Horrebow (10. Januar 1746)
13. Christen Hee (15. Mai 1747)
14. Christian Pedersen Horrebow (15. Mai 1749)
15. Jens Kraft (15. Mai 1747)
16. Ernst Gottlieb Ziegenbalg (15. Mai 1747)
17. Jacob Langebek (8. April 1748)
18. Peder Kofod Ancher (23. Februar 1750)
19. Georg Christian Maternus de Cilano (23. Februar 1750)
20. Christian August Ebersbach (23. Februar 1750)
21. Christen Lodberg Friis (23. Februar 1750)
22. Ludvig Harboe (23. Februar 1750)
23. Terkel Klevenfeldt (23. Februar 1750)
24. Sebastian Kortholt (23. Februar 1750)
25. Bolle Willum Luxdorph (23. Februar 1750)
26. Joachim Andreas Stuckenbrock (23. Februar 1750)
27. Gottfried Schütze (9. März 1750)
28. Søren Hee (30. November 1750)
29. Hans Peter Anchersen (13. November 1742)
30. Matthias Collet (30. Juni 1751)
31. Frederik Nannestad (11. August 1751)
32. Adolph Gotthard Carstens (11. Oktober 1753)
33. Eberhard David Hauber (17. November 1753)
34. Christian Gottlieb Kratzenstein (17. November 1753)
35. Jens Christian Spidberg (22. März 1756)
36. Johan Heinrich Becker (27. November 1758)
37. Carl Deichman (27. November 1758)
38. Johan Christian Fabricius (27. November 1758)
39. Gerhard Schøning (27. November 1758)
40. Peter Frederik Suhm (27. November 1758)
41. Christen Friis Rottbøll (18. März 1763)
42. Hans Strøm (17. Februar 1764)
43. Nicolaus Christian Friis (20. März 1767)
44. Christian Johan Berger (10. November 1769)
45. Morten Thrane Brünnich (10. November 1769)
46. Joachim Dietrich Cappel (10. November 1769)
47. Jon Erichsen (10. November 1769)
48. Johan Ernst Gunnerus (1769)
49. Christian Frederik Jacobi (unbekannt)
50. Peter Christian Abildgaard (10. Februar 1775)
51. Fredrich Christian Holberg Arentz (10. Februar 175)
52. Johan Samuel Augustin (10. Februar 1775)
53. Thomas Bugge (10. Februar 1775)
54. Johann Christian Fabricius (10. Februar 1775)
55. Henrik Gerner (10. Februar 1775)
56. Johan Theodor Holmskiold (10. Februar 1775)
57. Christian Carl Lous (10. Februar 1775)
58. Otto Frederik Müller (10. Februar 1775)
59. Johann Heinrich Schlegel (19. April 1776)
60. Jens Essendrop (17. Mai 1776)
61. Gottlieb Schütze (8. November 1776)
62. Ernst Vilhelm Stibolt (8. November 1776)
63. Christian Friederich Temler (8. November 1776)
64. Tyge Rothe (21. März 1777)
65. Lorenz Spengler (24. April 1778)
66. Joachim Michael Geuss (5. November 1779)
67. Niels Morville (5. November 1779)
68. Otto Fabricius (11. Februar 1780)
69. Jöns Mathias Ljungberg (10. November 1780)
70. Johann Hieronymus Chemnitz (17. November 1780)
71. Abraham Kall (17. November 1780)
72. Herman Treschow (17. November 1780)
73. Heinrich Callisen (8. Dezember 1780)
74. Frantz Henrich Müller (8. Dezember 1780)
75. Mathias Saxtorph (15. Dezember 1780)
76. Ole Strøm (22. Dezember 1780)
77. Johann Gerhard König (23. November 1781)
78. Poul Løvenørn (12. November 1784)
79. Johannes Nikolaus Tetens (16. November 1787)
80. Jacob Mumssen (6. März 1789)
81. Daniel Gotthilf Moldenhawer (1. Mai 1789)
82. Skúli Thorlacius (1. Mai 1789)
83. Wilhelm Theodor Wegener (1. Mai 1789)
84. Wilhelm Ernst Christiani (7. Mai 1790)
85. Adam Wilhelm Hauch (4. Februar 1791)
86. Martin Vahl (4. Februar 1791)
87. Erik Nissen Viborg (4. Februar 1791)
88. Grímur Jónsson Thorkelin (2. Dezember 1791)
89. Jacob Edvard Colbjørnsen (2. Mai 1792)
90. Heinrich Johannes Krebs (7. Dezember 1792)
91. Christian Høyer (8. Januar 1796)
92. Børge Riisbrigh (4. März 1796)
93. François-Céléstin de Loynes-Barraud de la Coudraye (6. Mai 1796)
94. Nicolai Tychsen (6. Mai 1796)
95. Jens Bang (3. Februar 1797)
96. Johan Daniel Herholdt (5. Januar 1798)
97. Friedrich Münter (5. Januar 1798)
98. Anders Gamborg (19. Januar 1798)
99. Dietrich Hermann Hegewisch (19. Januar 1798)
100. Jørgen Kierulff (19. Januar 1798)
101. Carl Gottlob Rafn (19. Januar 1798)
102. Peder Kofod Ancher Schousboe (19. Januar 1798)
103. Niels Treschow (19. Januar 1798)
104. Georg Zoëga (30. März 1798)
105. Carl Ferdinand Degen (7. Februar 1800)
106. Jens Esmark (7. Februar 1800)
107. Niels Iversen Schow (7. Februar 1800)
108. Gregers Wad (7. Februar 1800)
109. Christian Ulrich Detlev von Eggers (7. Mai 1802)
110. Poul Scheel (5. November 1802)
111. Christoph Heinrich Pfaff (3. Februar 1804)
112. Johan Georg Ludvig Manthey (7. Dezember 1804)
113. Abraham Pihl (7. Dezember 1804)
114. Christian Bastholm (6. Dezember 1805)
115. Jacob Andreas Wolf (6. Dezember 1805)
116. Ove Malling (17. Januar 1806)
117. Johan Friedrich Wilhelm Schlegel (17. Januar 1806)
118. Konrad von Schmidt-Phiseldeck (17. Januar 1806)
119. Ole Hieronymus Mynster (25. November 1808)
120. Heinrich Christian Friedrich Schumacher (25. November 1808)
121. Hans Christian Ørsted (25. November 1808)
122. Børge Riisbrigh Thorlacius (26. Januar 1810)
123. Lauritz Schebye Vedel Simonsen (26. Januar 1810)
124. Johann Hermann Kramer (13. April 1810)
125. Anders Sandøe Ørsted (21. Dezember 1810)
126. Peter Erasmus Müller (7. Juni 1811)
127. Jacob Hansen Steffens (20. Dezember 1811)
128. Laurids Engelstoft (18. Dezember 1812)
129. Jens Wilken Hornemann (23. April 1813)
130. Jens Rathke (23. April 1813)
131. Peter Johan Wleugel (10. Dezember 1813)
132. Jens Møller (7. Januar 1814)
133. Oluf Christian Olufsen (21. Januar 1814)
134. Urban Jürgensen (8. Dezember 1815)
135. Heinrich Christian Schumacher (8. Dezember 1815)
136. Erasmus Georg Fog Thune (8. Dezember 1815)
137. Christian Ramus (26. April 1816)
138. Frederik Christian Sibbern (26. April 1816)
139. Mathias Hastrup Bornemann (7. Januar 1819)
140. Jakob Peter Mynster (7. Januar 1819)
141. Joachim Dietrich Brandis (17. Dezember 1819)
142. Ludwig Levin Jacobson (17. Dezember 1819)
143. Johan Sylvester Saxtorph (17. Dezember 1819)
144. Knud Lyne Rahbek (15. Dezember 1820)
145. Erich Christian Werlauff (15. Dezember 1820)
146. Johannes Christopher Hagemann Reinhardt (6. April 1821)
147. Bendt Bendtsen (3. Januar 1823)
148. Rasmus Nyerup (3. Januar 1823)
149. Olaus Wormius (3. Januar 1823)
150. Joakim Frederik Schouw (19. Dezember 1823)
151. Janus Lauritz Andreas Kolderup-Rosenvinge (2. April 1824)
152. William Christopher Zeise (10. Dezember 1824)
153. Rasmus Rask (6. Mai 1825)
154. Johann Georg Forchhammer (16. Dezember 1825)
155. Henrik Gerner von Schmidten (16. Dezember 1825)
156. Peter Oluf Brøndsted (12. Mai 1826)
157. Frederik Christian Petersen (12. Mai 1826)
158. Hans Christian Lyngbye (15. Dezember 1826)
159. Andreas Wilhelm Cramer (21. Dezember 1827)
160. August Twesten (21. Dezember 1827)
161. Frederik Plum (19. Dezember 1829)
162. Niels Nikolaus Falck (8. Mai 1829)
163. Christian Molbech (8. Mai 1829)
164. Andreas Schifter (8. Mai 1829)
165. Georg Frederik Krüger Ursin (8. Mai 1829)
166. Finnur Magnússon (8. Januar 1830)
167. Peter Wilhelm Lund (22. April 1831)
168. Hector Frederik Janson Estrup (10. Mai 1833)
169. Henrik Nicolai Clausen (27. Dezember 1833)
170. Christian Georg Nathan David (27. Dezember 1833)
171. Johan Nicolai Madvig (27. Dezember 1833)
172. Carl Ludvig Bendz (2. Mai 1834)
173. Christian Friis Rottbøll Olufsen (2. Mai 1834)
174. Christian Jürgensen (19. Dezember 1834)
175. Christian Ramus (19. Dezember 1834)
176. Johan Christian Drewsen (22. Mai 1836)
177. Niels Hofman (16. Dezember 1836)
178. Daniel Frederik Eschricht (19. Mai 1837)
179. Henrik Carl Bang Bendz (10. April)
180. Henrik Nikolai Krøyer (10. April 1840)
181. Johannes Ephraim Larsen (3. Dezember 1841)
182. Hans Lassen Martensen (3. Dezember 1841)
183. Niels Matthias Petersen (3. Dezember 1841)
184. Hans Mathias Velschow (3. Dezember 1841)
185. Rudolph Johannes Frederik Henrichsen (4. November 1842)
186. Johan Christopher Hoffmann (4. November 1842)
187. Gregor Wilhelm Nitzsch (4. November 1842)
188. Peter Pedersen (4. November 1842)
189. Peter Christian Pingel (4. November 1842)
190. Johannes Japetus Smith Steenstrup (4. November 1842)
191. Edvard August Scharling (1. Dezember 1843)
192. Caspar Paludan-Müller (15. Dezember 1843)
193. Caspar Frederik Wegener (15. Dezember 1843)
194. Frederik Michael Liebmann (13. Dezember 1844)
195. Justus Olshausen (13. Dezember 1844)
196. Jørgen Matthias Christian Schiødte (13. Dezember)
197. Carl Moritz Gottsche (5. Dezember 1845)
198. Carl Emil Scharling (5. Dezember 1845)
199. Ernst Frederik Christian Bojesen (3. Dezember 1847)
200. Christian Thorning Engelstoft (3. Dezember 1847)
201. Niels Ludvig Westergaard (3. Dezember 1847)
202. Carl Emil Mundt (13. April 1849)
203. Johan Louis Ussing (5. Dezember 1851)
204. Jens Jacob Asmussen Worsaae (2. April 1852)
205. Adolph Hannover (1. April 1853)
206. Carl Christoffer Georg Andræ (15. April 1853)
207. Konráð Gíslason (2. Dezember 1853)
208. Ludvig August Colding (11. April 1856)
209. Johannes Theodor Reinhardt (11. April 1856)
210. Carl Ludvig Müller (5. Dezember 1856)
211. Wilhelm Friedrich Georg Behn (3. April 1857)
212. Heinrich Louis d’Arrest (9. April 1858)
213. Christian August Friedrich Peters (9. April 1858)
214. Carl Ferdinand Allen (15. April 1859)
215. Peter Ludvig Panum (15. April 1859)
216. Frederik Eginhard Amadeus Høst Schiern (15. April 1859)
217. Carl Valentin Holten (7. Dezember 1860)
218. Julius Thomsen (7. Dezember 1860)
219. Christian Emilius Reich (5. Dezember 1862)
220. Adolph Steen (5. Dezember 1862)
221. Peder Goth Thorsen (24. April 1863)
222. Johannes Frederik Johnstrup (16. Dezember 1864)
223. Hinrich Johannes Rink (16. Dezember 1864)
224. Christen Thomsen Barfoed (22. Dezember 1865)
225. Johan Martin Christian Lange (22. Dezember 1865)
226. Anders Sandøe Ørsted (22. Dezember 1865)
227. Ludvig Lorenz (14. Dezember 1866)
228. Peter Edvard Holm (5. April 1867)
229. August Ferdinand Michael van Mehren (5. April 1867)
230. Georg Frederik Wilhelm Lund (17. April 1868)
231. Svend Hersleb Grundtvig (4. Dezember 1868)
232. Kristen Jensen Lyngby (4. Dezember 1868)
233. Christian Frederik Lütken (22. April 1870)
234. Holger Frederik Rørdam (8. Dezember 1871)
235. Hieronymus Georg Zeuthen (6. Dezember 1872)
236. Hans Carl Frederik Christian Schjellerup (18. April 1873)
237. Sophus Mads Jørgensen (18. Dezember 1874)
238. Ludvig Henrik Ferdinand Oppermann (16. April 1875)
239. Frederik Theodor Schmidt (16. April 1875)
240. Christian Christiansen (17. Dezember 1875)
241. Michael Viggo Fausbøll (7. April 1876)
242. Harald Krabbe (7. April 1876)
243. Caspar Wilhelm Smith (7. April 1876)
244. Jón Thorkelsson (7. April 1876)
245. Poul Sophus Vilhelm Heegaard (8. Dezember 1876)
246. Rasmus Nielsen (8. Dezember 1876)
247. Vilhelm Thomsen (8. Dezember 1876)
248. Ludvig Frands Adalbert Wimmer (8. Dezember 1876)
249. Julius Henrik Lange (20. April 1877)
250. Haldor Frederik Axel Topsøe (21. Dezember 1877)
251. Johannes Eugenius Bülow Warming (21. Dezember 1877)
252. Julius Peter Christian Petersen (4. April 1879)
253. Thorvald Nicolai Thiele (4. April 1879)
254. Frederik Vilhelm August Meinert (16. Dezember 1881)
255. Carl Goos (28. April 1882)
256. Frederik Georg Emil Rostrup (28. April 1882)
257. Johannes Steenstrup (8. Dezember 1882)
258. Martin Clarentius Gertz (13. April 1883)
259. Johan Ludvig Heiberg (7. Dezember 1883)
260. Adolph Ditlev Jørgensen (7. Dezember 1883)
261. Johannes Magnus Valdemar Nellemann (7. Dezember 1883)
262. Vilhjálmur Ludvig Finsen (18. April 1884)
263. Harald Høffding (12. Dezember 1884)
264. Kristian Frederik Vilhelm Kroman (12. Dezember 1884)
265. Peter Erasmus Müller (12. Dezember 1884)
266. Christian Bohr (18. Mai 1888)
267. Kristian Sofus August Erslev (18. Mai 1888)
268. Julius Albert Fridericia (18. Mai 1888)
269. Jørgen Pedersen Gram (18. Mai 1888)
270. Adam Frederik Wivet Paulsen (18. Mai 1888)
271. Johannes Thor Sundby (18. Mai 1888)
272. Herman Valentiner (18. Mai 1888)
273. Karl Adolf Verner (18. Mai 1888)
274. Odin Tidemand Christensen (11. April 1890)
275. Emil Christian Hansen (11. April 1890)
276. Johan Kjeldahl (11. April 1890)
277. Johan Erik Vesti Boas (3. April 1891)
278. Johan Henrik Chievitz (3. April 1891)
279. Otto Georg Petersen (3. April 1891)
280. Peter Kristian Prytz (3. April 1891)
281. Carl Julius Salomonsen (3. April 1891)
282. William Emil Sørensen (3. April 1891)
283. Martin Thomas Herman Møller (8. April 1892)
284. Carl Frederick Pechüle (7. April 1893)
285. Georg Carl Christian von Zachariae (7. April 1893)
286. Rudolph Sophus Bergh (15. April 1898)
287. Wilhelm Ludvig Johannsen (15. April 1898)
288. Finnur Jónsson (15. April 1898)
289. Sophus Otto Müller (15. April 1898)
290. Bernhard Bang (21. April 1899)
291. Otto Jespersen (21. April 1899)
292. Christian Sophus Juel (21. April 1899)
293. Kristoffer Nyrop (21. April 1899)
294. Frants Buhl (6. April 1900)
295. Peter Erasmus Kristian Kålund (6. April 1900)
296. Christian Emil Ulrik Petersen (6. April 1900)
297. Janus Lauritz Andreas Kolderup-Rosenvinge (6. April 1900)
298. Søren Sørensen (6. April 1900)
299. Johan Ludvig Emil Dreyer (12. April 1901)
300. Hector Frederik Estrup Jungersen (12. April 1901)
301. Georg Marius Reynald Levinsen (12. April 1901)
302. Troels Frederik Troels-Lund (12. April 1901)
303. Alfred Georg Ludvig Lehmann (4. April 1902)
304. Christen Christiansen Raunkiær (4. April 1902)
305. Marcus Rubin (4. April 1902)
306. Knud Johannes Vogelius Steenstrup (4. April 1902)
307. Anders Christian Christensen (3. April 1903)
308. Anders Bjørn Drachmann (3. April 1903)
309. Valdemar Henriques (3. April 1903)
310. Karl Hude (3. April 1903)
311. Carl Oluf Jensen (3. April 1903)
312. Niels Viggo Ussing (3. April 1903)
313. Holger Pedersen (7. April 1905)
314. Hans Ostenfeld Lange (6. April 1906)
315. Søren Peter Lauritz Sørensen (6. April 1906)
316. Johan Ludwig Jensen (5. April 1907)
317. Axel Olrik (5. April 1907)
318. Dines Andersen (3. April 1908)
319. Martin Knudsen (14. Mai 1909)
320. Thorvaldur Thoroddsen (14. Mai 1909)
321. Thorvald Johannes Marius Madsen (15. April 1910)
322. Björn Magnússon Ólsen (15. April 1910)
323. Adolf Herluf Winge (15. April 1910)
324. Christian Sørensen Blinkenberg (11. April 1913)
325. Karl Frederik Kinch (11. April 1913)
326. Valdemar Vedel (11. April 1913)
327. Johannes Carl Bock (17. April 1914)
328. Johannes Nicolaus Brønsted (17. April 1914)
329. Johannes Hjelmslev (17. April 1914)
330. Niels Nielsen (17. April 1914)
331. Carl Georg Johannes Petersen (17. April 1914)
332. Valdemar Poulsen (17. April 1914)
333. Jens Kristian Sandfeld (17. April 1914)
334. Christian Preben Emil Sarauw (17. April 1914)
335. Niels Janniksen Bjerrum (28. April 1916)
336. Johannes Fibiger (28. April 1916)
337. Schack August Steenberg Krogh (28. April 1916)
338. Niels Erik Nørlund (28. April 1916)
339. Carl Emil Hansen Ostenfeld (28. April 1916)
340. Niels Bohr (27. April 1917)
341. Peder Oluf Pedersen (27. April 1917)
342. Harald Bohr (3. Mai 1918)
343. Arthur Emanuel Christensen (3. Mai 1918)
344. Vilhelm Grønbech (3. Mai 1918)
345. Ernst Johannes Schmidt (3. Mai 1918)
346. Carl Wesenberg-Lund (3. Mai 1918)
347. Ove Balthasar Bøggild (25. April 1919)
348. Ejnar Hertzsprung (25. April 1919)
349. Vilhelm Ellermann (9. April 1920)
350. Aage Friis (9. April 1920)
351. Ole Theodor Jensen Mortensen (9. April 1920)
352. Frederik Poulsen (9. April 1920)
353. Vilhelm Andersen (6. April 1923)
354. William Thalbitzer (6. April 1923)
355. Francis Beckett (11. April 1924)
356. Johannes Peder Ejler Pedersen (11. April 1924)
357. Hendrik Anthony Kramers (3. April 1925)
358. Jens Peter Johannes Lindhardt (3. April 1925)
359. Jakob Nielsen (9. April 1926)
360. Dan Barfod la Cour (8. April 1927)
361. Knud Aage Buchtrup Sand (8. April 1927)
362. Svante Elis Strömgren (8. April 1927)
363. Øjvind Winge (8. April 1927)
364. Einar Christian Saxtorph Biilmann (13. April 1928)
365. Knud Friis Johansen (13. April 1928)
366. Hans Ræder (13. April 1928)
367. Oluf Thomsen (13. April 1928)
368. Poul Tuxen (13. April 1928)
369. Johannes Brøndum-Nielsen (5. April 1929)
370. Adolf Severin Jensen (5. April 1929)
371. Peter Boysen Jensen (5. April 1929)
372. Knud Jessen (5. April 1929)
373. Tommy Bonnesen (11. April 1930)
374. Poul Nørlund (11. April 1930)
375. Ferdinand Ohrt (10. April 1931)
376. Jesper Peter Johansen Ravn (10. April 1931)
377. Aage Gudmund Hatt (1. April 1932)
378. Sigurd Orla-Jensen (21. April 1933)
379. Jens Anton Christiansen (6. April 1934)
380. Louis Sigurd Fridericia (6. April 1934)
381. Karl Peter William Johannes Norvin (6. April 1934)
382. Kurt Wulff (6. April 1934)
383. Erik Ipsen Arup (12. April 1935)
384. Kaj Ulrik Linderstrøm-Lang (12. April 1935)
385. Carl Marinus Steenberg (12. April 1935)
386. Ejnar Dyggve (3. April 1936)
387. Louis Leonor Hammerich (3. April 1936)
388. Martin Kristian Kristensen (3. April 1936)
389. Alex Willy Langseth (3. April 1936)
390. Ove Vilhelm Paulsen (2. April 1937)
391. Einar Lundsgaard (8. April 1938)
392. Johannes Brøndsted (14. April)
393. Børge Christian Jessen (14. April 1939)
394. Bengt Strömgren (14. April 1939)
395. Niels Mathias Peter Thomsen (14. April 1939)
396. Jeppe Ørskov (14. April 1939)
397. Erik Hohwü Christensen (12. April 1940)
398. Poul Johannes Jørgensen (12. April 1940)
399. Knud Frederik Krog Fabricius (4. April 1941)
400. Carsten Høeg (4. April 1941)
401. Axel Eduard Hjorth Nielsen (10. April 1942)
402. Paul V. Rubow (10. April 1942)

## Ausländische ordentliche Mitglieder bis 1942
1. Johann Carl Heinrich Dreyer (19. Juli 1758?)
2. Franz Dominikus Häberlin (19. Juli 1758?)
3. Johann Friedrich Armand von Uffenbach (9. Dezember 1763)
4. Jean-Joseph Expilly (13. Oktober 1769)
5. Paolo Frisi (13. Oktober 1769)
6. Maximilian Hell (13. Oktober 1769)
7. Charles Bonnet (15. Dezember 1769)
8. Johann Nepomuk Sainovics (19. Januar 1770)
9. Gottfried Schütze (aufgenommen als inländisches Mitglied am 9. März 1750, nach 1770 als ausländisches Mitglied geführt)
10. Wenceslaus Johann Gustav Karsten (27. Februar 1778)
11. Johann Georg Adam Forster (27. Februar 1778)
12. Johann Reinhold Forster (27. Februar 1778)
13. Joseph-Jérôme le François de Lalande (29.? Oktober 1778)
14. Pehr Wilhelm Wargentin (9. April 1779)
15. Christian Friedrich Reuss (23. April 1779)
16. Jean Bernoulli (19. November 1779)
17. Jean-Baptiste Gaspard d’Ansse de Villoison (19. November 1779)
18. Carl von Linné (13. Dezember 1782)
19. Lorenz Florenz Friedrich von Crell (3. Januar 1783)
20. James Johnstone (28. Februar 1783)
21. William Coxe (11. Februar 1785)
22. Joseph Banks (13. Januar 1786)
23. Sven Lagerbring (13. Januar 1786)
24. Henric Nicander (13. Januar 1786)
25. Peter Simon Pallas (13. Januar 1786)
26. Anders Jahan Retzius (13. 1786)
27. Marcus Elieser Bloch (1. Dezember 1786)
28. Abraham Gotthelf Kästner (3. Januar 1794)
29. Sigismund Friedrich Hermbstädt (6. März 1795)
30. John Sinclair (4. März 1796)
31. Johann Bartholomäus Trommsdorff (4. März 1796)
32. Martin Heinrich Klaproth (2. Dezember 1796)
33. Alexander Nicolaus Scherer (5. Januar 1798)
34. Oluf Gerhard Tychsen (19. Januar 1798)
35. Nicolaus von Fuss (20. April 1798)
36. Johan Gottlieb Gahn (5. Dezember 1800)
37. Peter Niklas von Gedda (5. Dezember 1800)
38. Franz Xaver von Zach (5. Dezember 1800)
39. Daniel Melanderhjelm (2. Januar 1801)
40. Karl Viktor von Bonstetten (15. Mai 1801)
41. Jean-François de Bourgoing (22. Mai 1801)
42. Jean-Baptiste Joseph Delambre (22. Mai 1801)
43. Pierre-Simon de Laplace (22. Mai 1801)
44. Pierre-François-André Méchain (22. Mai 1801)
45. Antoine-Isaac Silvestre de Sacy (4. Februar 1803)
46. Friedrich Theodor von Schubert (7. Dezember 1804)
47. Antoine Portal (5. Januar 1805)
48. Johann Christian Reil (5. Januar 1805)
49. Benedict Franz Johann Hermann (3. Mai 1805)
50. Johann Gottlieb Walter (3. Mai 1805)
51. Jean-Antoine Chaptal (15. November 1805)
52. Georges Léopold Chrétien Frédéric Dagobert de Cuvier (15. November 1805)
53. Johann Elert Bode (6. Dezember 1805)
54. Reinhard Woltman (6. Dezember 1805)
55. Thomas Christian Tychsen (17. Januar 1806)
56. Edouard Romeo Vargas-Bedemar (21. November 1806)
57. Gaetano Palloni (optaget i 1807 eller 1808)
58. Johann Gottlieb Gerhard Buhle (9. Dezember 1808)
59. Ludwig Wilhelm Gilbert (9. Dezember 1808)
60. Friedrich Wilhelm Heinrich Alexander von Humboldt (3. März 1809)
61. Jöns Jacob Berzelius (3. Mai 1811)
62. Karl August Böttiger (20. Dezember 1811)
63. Arnold Heeren (20. Dezember 1811)
64. Christian Gottlob Heyne (20. Dezember 1811)
65. Georg Friedrich Creuzer (7. Januar 1814)
66. Fredrich Christian Holberg Arentz (aufgenommen als inländisches Mitglied am 10. Februar 1775, nach 1814 als ausländisches Mitglied geführt)
67. Jens Esmark (aufgenommen als inländisches Mitglied am 7. Februar 1800, nach 1814 als ausländisches Mitglied geführt)
68. Abraham Pihl (aufgenommen als inländisches Mitglied am 7. Dezember 1804, nach 1814 als ausländisches Mitglied geführt)
69. Jens Rathke (aufgenommen als inländisches Mitglied am 23. April 1813, nach 1814 als ausländisches Mitglied geführt)
70. Niels Treschow (aufgenommen als inländisches Mitglied am 19. Januar 1798, nach 1814 als ausländisches Mitglied geführt)
71. Benjamin Smith Barton (3. März 1815)
72. John Redman Coxe (3. März 1815)
73. Jean-Baptiste van Mons (31. März 1815)
74. Joseph-Louis Gay-Lussac (13. Dezember 1816)
75. Carlo Rosini (13. Dezember 1816)
76. Abraham Gottlob Werner (9. Mai 1817)
77. Vincenzo Flauti (12. Dezember 1817)
78. Karl Ludwig Giesecke (12. Dezember 1817)
79. Robert Jameson (12. Dezember 1817)
80. Carl Friedrich von Wiebeking (12. Dezember 1817)
81. William Lawrence (17. Dezember 1819)
82. Johann Friedrich Meckel (17. Dezember 1819)
83. Teodoro Monticelli (17. Dezember 1819)
84. Johann Friedrich Ludwig Hausmann (24. März 1820)
85. William Mudge (24. März 1820)
86. John Pond (24. März 1820)
87. Johann Friedrich Stromeyer (24. März 1820)
88. Thomas Young (24. März 1820)
89. Heinrich Steffens (15. Dezember 1820)
90. Friedrich Wilhelm Bessel (6. April 1821)
91. Christian Leopold von Buch (6. April 1821)
92. Thomas Frederick Colby (6. April 1821)
93. Humphry Davy (6. April 1821)
94. Carl Friedrich Gauss (6. April 1821)
95. Valeriano Luigi Brera (7. Dezember 1821)
96. David Brewster (7. Dezember 1821)
97. Paul Erman (7. Dezember 1821)
98. Josef von Hammer-Purgstall (7. Dezember 1821)
99. Sergei Semjonowitsch Uwarow (7. Dezember 1821)
100. Robert Brown (3. Januar 1823)
101. Augustin-Pyrame de Candolle (3. Januar 1823)
102. Christian Martin Joachim Frähn (3. Januar 1823)
103. Antoine-Laurent de Jussieu (3. Januar 1823)
104. Ernst Friedrich von Schlotheim (3. Januar 1823)
105. Johannes Frederik Lodewijk Schröder (3. Januar 1823)
106. Dominique-François-Jean Arago (19. Dezember 1823)
107. Jean-Baptiste-Joseph Fourier (19. Dezember 1823)
108. Louis Jacques Thénard (19. Dezember 1823)
109. William Hyde Wollaston (19. Dezember 1823)
110. John Frederick William Herschel (2. April 1824)
111. Henry Kater (2. April 1824)
112. Thomas Johann Seebeck (2. April 1824)
113. Christian Samuel Weiss (2. April 1824)
114. Karl Friedrich Eichhorn (12. Mai 1826)
115. Erik Gustaf Geijer (12. Mai 1826)
116. Gustav Hugo (12. Mai 1826)
117. Friedrich Karl von Savigny (12. Mai 1826)
118. Augustin-Jean Fresnel (15. Dezember 1826)
119. Christopher Hansteen (15. Dezember 1826)
120. Nathaniel Wallich (15. Dezember 1826)
121. Friedrich Georg Wilhelm Struve (18. Mai 1827)
122. Jonas Hallenberg (21. Dezember 1827)
123. Hendrik Arent Hamaker (21. Dezember 1827)
124. Barthold Georg Niebuhr (21. Dezember 1827)
125. Siméon Denis Poisson (21. Dezember 1827)
126. August Boeckh (19. Dezember 1828)
127. Charles Babbage (8. Mai 1829)
128. Jacob Ludwig Carl Grimm (8. Mai 1829)
129. Wilhelm Carl Grimm (8. Mai 1829)
130. Friedrich David Gräter (8. Mai 1829)
131. Jean-Marie Pardessus (8. Januar 1830)
132. Paul Heinrich von Fuss (14. Mai 1830)
133. Johann Hermann Kramer (aufgenommen als inländisches Mitglied am 13. April 1810, overført som udenlandsk medlem nach 1830)
134. Michael Faraday (11. Mai 1832)
135. Heinrich Friedrich Link (11. Mai 1832)
136. Carl Friedrich Philipp von Martius (11. Mai 1832)
137. Carl Ritter (21. Dezember 1832)
138. August Detlev Christian Twesten (aufgenommen als inländisches Mitglied am 21. Dezember 1827, als ausländisches Mitglied geführt nach 1832)
139. Michel-Eugène Chevreul (10. Mai 1833)
140. Pierre-Louis Dulong (10. Mai 1833)
141. Johan Gustaf Liljegren (10. Mai 1833)
142. Eilhard Mitscherlich (10. Mai 1833)
143. Peter Andreas Hansen (2. Mai 1834)
144. Karl Benedikt Hase (19. Dezember 1834)
145. Jean-Antoine Letronne (19. Dezember 1834)
146. Bartholomäus Kopitar (16. Dezember 1836)
147. Charles Lyell (16. Dezember 1836)
148. Henri Marie Ducrotay de Blainville (13. Dezember 1839)
149. Christian Gottfried Ehrenberg (13. Dezember 1839)
150. Carl Gustav Jacob Jacobi (13. Dezember 1839)
151. Johannes Peter Müller (13. Dezember 1839)
152. Wilhelm Eduard Weber (13. Dezember 1839)
153. Victor Cousin (20. Dezember 1839)
154. François-Pierre-Guillaume Guizot (20. Dezember 1839)
155. Philipp Konrad Marheineke (20. Dezember 1839)
156. Karl Otfried Müller (20. Dezember 1839)
157. Friedrich Wilhelm Joseph von Schelling (20. Dezember 1839)
158. Friedrich Christoph Schlosser (20. Dezember 1839)
159. Johannes Voigt (20. Dezember 1839)
160. George Biddell Airy (27. November 1840)
161. Karl Ernst von Baer (27. November 1840)
162. Augustin-Louis Cauchy (27. November 1840)
163. Lambert Adolphe Jacques Quetelet (27. November 1840)
164. Jean-Baptiste André Dumas (4. November 1842)
165. Elias Magnus Fries (4. November 1842)
166. Bror Emil Hildebrand (5. Dezember 1845)
167. Macedonio Melloni (5. Dezember 1845)
168. Christian Lassen (11. Dezember 1846)
169. Christian August Brandis (3. Dezember 1847)
170. Heinrich Ritter (3. Dezember 1847)
171. Jean-Baptiste Armand Louis Léonce Élie de Beaumont (13. Dezember 1850)
172. Justus von Liebig (13. Dezember 1850)
173. Roderick Impey Murchison (13. Dezember 1850)
174. Sven Nilsson (13. Dezember 1850)
175. Charles François Brisseau de Mirbel (10. Januar 1851)
176. Carl Georg Brunius (2. April 1852)
177. Gregor Wilhelm Nitzsch (aufgenommen als inländisches Mitglied am 4. November 1842, 1852–53 als ausländisches Mitglied geführt)
178. Justus Olshausen (aufgenommen als inländisches Mitglied am 13. Dezember 1844, 1852–53 als ausländisches Mitglied geführt)
179. William Jackson Hooker (1. April 1853)
180. Henri Milne Edwards (7. April 1854)
181. Friedrich Wöhler (7. April 1854)
182. Wilhelm Karl von Haidinger (11. April 1856)
183. Gustav Rose (11. April 1856)
184. Heinrich Rose (11. April 1856)
185. Jean Louis Rodolphe Agassiz (15. April 1859)
186. Robert Wilhelm Bunsen (15. April 1859)
187. Richard Owen (15. April 1859)
188. Henri Victor Regnault (15. April 1859)
189. Gabriel Auguste Daubrée (23. Dezember 1863)
190. Robert Fitzroy (23. Dezember 1863)
191. Edward Sabinet (23. Dezember 1863)
192. Michael Sars (23. Dezember 1863)
193. Wilhelm Friedrich Georg Behn (aufgenommen als inländisches Mitglied am 3. April 1857, nach 2. Dezember 1864 als ausländisches Mitglied geführt)
194. Carl Moritz Gottsche (aufgenommen als inländisches Mitglied am 5. Dezember 1845, nach 2. Dezember 1864 als ausländisches Mitglied geführt)
195. Christian August Friedrich Peters (aufgenommen als inländisches Mitglied am 9. April 1858, nach 2. Dezember 1864 als ausländisches Mitglied geführt)
196. Claude Bernard (11. Januar 1867)
197. Ole Jacob Broch (11. Januar 1867)
198. Frederik Ferdinand Carlson (11. Januar 1867)
199. Michel Chasles (11. Januar 1867)
200. Jean Marie Constant Duhamel (11. Januar 1867)
201. Erik Edlund (11. Januar 1867)
202. George Grote (11. Januar 1867)
203. Joseph Dalton Hooker (11. Januar 1867)
204. Joseph Liouville (11. Januar 1867)
205. Carl Johan Malmsten (11. Januar 1867)
206. Carl Gustaf Styffe (11. Januar 1867)
207. Lars Fredrik Svanberg (11. Januar 1867)
208. Amédée-Simon-Dominique Thierry (11. Januar 1867)
209. Fredrik Ludvig Vibe (11. Januar 1867)
210. Giovanni Battista de Rossi (13. Dezember 1867)
211. Christian Peter Bianco Boeck (17. April 1868)
212. Otto von Böhtlingk (17. April 1868)
213. Axel Joakim Erdmann (17. April 1868)
214. Stanislas Julien (17. April 1868)
215. Urbain Jean Joseph Le Verrier (17. April 1868)
216. Bon-Louis-Henri Martin (17. April 1868)
217. François-Auguste-Marie Mignet (17. April 1868)
218. Henry Creswicke Rawlinson (17. April 1868)
219. Joseph-Héliodore Garcin de Tassy (17. April 1868)
220. Carl Johan Tornberg (17. April 1868)
221. Michele Benedetto Gaetano Amari (22. April 1870)
222. Elseus Sophus Bugge (22. April 1870)
223. Alphonse-Louis-Pierre-Pyramus de Candolle (22. April 1870)
224. Carel Gabriel Cobet (22. April 1870)
225. Reinhart Pieter Anne Dozy (22. April 1870)
226. Theodor Kjerulf (22. April 1870)
227. Bernhard Karl von Koehne (22. April 1870)
228. Sven Ludvig Lovén (22. April 1870)
229. Ludolf Stephani (22. April 1870)
230. John Lubbock (19. April 1872)
231. Jacob Georg Agardh (18. April 1873)
232. William Huggins (18. April 1873)
233. James Prescott Joule (18. April 1873)
234. Anders Jonas Ångström (18. April 1873)
235. Arthur Cayley (5. Dezember 1873)
236. David Bierens de Haan (5. Dezember 1873)
237. Leopold von Ranke (30. April 1875)
238. Karl Rikard Unger (17. Dezember 1875)
239. Luigi Cremona (14. Januar 1876)
240. Hermann Ludwig Ferdinand von Helmholtz (14. Januar 1876)
241. Charles Hermite (14. Januar 1876)
242. Thomas Henry Huxley (14. Januar 1876)
243. Gustav Robert Kirchhoff (14. Januar 1876)
244. Carl Friedrich Wilhelm Ludwig (14. Januar 1876)
245. George Salmon (14. Januar 1876)
246. Carl von Siebold (14. Januar 1876)
247. Léopold Victor Delisle (7. April 1876)
248. Maximillien-Paul-Émile Littré (7. April 1876)
249. František Palacký (7. April 1876)
250. Otto Wilhelm Struve (7. April 1876)
251. Franz Xaver von Miklosich (8. Dezember 1876)
252. George James Allman (22. Dezember 1876)
253. Peter Guthrie Tait (22. Dezember 1876)
254. William Thomson, 1. Baron Kelvin (22. Dezember 1876)
255. Bernhard Dorn (20. April 1877)
256. Arthur Coke Burnell (6. Dezember 1878)
257. Carl Gustaf Malmström (6. Dezember 1878)
258. Charles Robert Darwin (4. April 1879)
259. Alfred Louis Olivier Legrand Des Cloizeaux (4. April 1879)
260. Franciscus Cornelis Donders (4. April 1879)
261. Nikolaj Ivanovič von Kokšarov (4. April 1879)
262. Louis Pasteur (4. April 1879)
263. Christian Wilhelm Blomstrand (16. April 1880)
264. Per Teodor Cleve (16. April 1880)
265. Ernst Axel Henrik Key (17. Dezember 1880)
266. Pierre-Eugène-Marcelin Berthelot (8. April 1881)
267. Henri-Étienne Sainte-Claire-Deville (8. April 1881)
268. Johan August Hugo Gyldén (16. Dezember 1881)
269. Didrik Magnus Axel Møller (16. Dezember 1881)
270. Carl Wilhelm von Nägeli (16. Dezember 1881)
271. Friedrich Gustav Jacob Henle (28. April 1882)
272. Félix Joseph Henri de Lacaze-Duthiers (28. April 1882)
273. Magnus Gustaf Retzius (28. April 1882)
274. Marie-Louis-Antoine-Gaston Boissier (22. Dezember 1882)
275. Gaston-Bruno-Paulin Paris (22. Dezember 1882)
276. Heinrich Leberecht Fleischer (18. April 1884)
277. Alexander Christian Leopold Conze (12. Dezember 1884)
278. Ernst Curtius (12. Dezember 1884)
279. Edward Augustus Freeman (10. April 1885)
280. Konrad von Maurer (10. April 1885)
281. August Theodor Möbius (10. April 1855)
282. William Stubbs (10. April 1885)
283. Fredrik Wilhelm Christian Areschoug (30. April 1886)
284. Leopold Kronecker (30. April 1886)
285. Rudolf Albert von Kölliker (30. April 1886)
286. Franz von Leydig (30. April 1886)
287. Joseph Leidy (30. April 1886)
288. Nils Adolf Erik Nordenskiöld (30. April 1886)
289. Otto Martin Torell (30. April 1886)
290. Karl Theodor Wilhelm Weierstraß (30. April 1886)
291. Gustave-Adolphe Hirn (4. Februar 1887)
292. Johan Fritzner (1. Juni 1888)
293. Richard Heinzel (1. Juni 1888)
294. Arist Aristovič Kunik (1. Juni 1888)
295. Marie-Paul-Hyacinthe Meyer (1. Juni 1888)
296. Clas Theodor Odhner (1. Juni 1888)
297. Johannes Schmidt (1. Juni 1888)
298. Georg Eduard Sievers (1. Juni 1888)
299. Gustav Storm (1. Juni 1888)
300. Christian Cavallin (5. April 1889)
301. Edward Drinker Cope (5. April 1889)
302. Jean Gaston Darboux (5. April 1889)
303. Karl Gegenbauer (5. April 1889)
304. Georges Henri Halphen (5. April 1889)
305. Alarik Frithiof Holmgren (5. April 1889)
306. Rudolf von Jhering (5. April 1889)
307. Karl Georg Friedrich Rudolph Leuckart (5. April 1889)
308. Sophus Lie (5. April 1889)
309. Wilhelm Lilljeborg (5. April 1889)
310. Othniel Charles Marsh (5. April 1889)
311. Dmitrij Ivanovič Mendelěev (5. April 1889)
312. Magnus Gösta Mittag-Leffler (5. April 1889)
313. Alfred Gabriel Nathorst (5. April 1889)
314. Lars Fredrik Nilson (5. April 1889)
315. Frederik Christian Schübeler (5. April 1889)
316. Wilhelm Wundt (5. April 1889)
317. Eduard Zeller (5. April 1889)
318. Alexander Emanuel Rodolph Agassiz (11. April 1890)
319. Graziadio Ascoli (11. April 1890)
320. Franz Bücheler (11. April 1890)
321. James Dwight Dana (11. April 1890)
322. Hermann Franz Moritz Kopp (11. April 1890)
323. Gustaf Lindström (11. April 1890)
324. Ferdinand von Mueller (11. April 1890)
325. Georg Ossian Sars (11. April 1890)
326. Philippe Édouard Léon Van Tieghem (11. April 1890)
327. Alessandro D’Ancona (3. April 1891)
328. Theodor Aufrecht (3. April 1891)
329. Otto Benndorf (3. April 1891)
330. Michel-Jules-Alfred Bréal (3. April 1891)
331. Oscar Brefeld (3. April 1891)
332. Samuel Rawson Gardiner (3. April 1891)
333. Friedrich Albrecht Weber (3. April 1891)
334. William Dwight Whitney (3. April 1891)
335. Waldemar Christofer Brøgger (8. April 1892)
336. Daniel Cornelius Danielssen (8. April 1892)
337. Hans Ludvig Forssell (8. April 1892)
338. Olof Hammarsten (8. April 1892)
339. Christian Felix Klein (8. April 1892)
340. Carl Hermann Amandus Schwarz (8. April 1892)
341. Esaias Henrik Vilhelm Tegnér (8. April 1892)
342. Ludwig Boltzmann (7. April 1893)
343. Domenico Comparetti (7. April 1893)
344. Wilhelm His (7. April 1893)
345. Simon Schwendener (7. April)
346. Albert Sorel (7. April 1893)
347. Johan Frederik Breda Storm (7. April 1893)
348. Wilhelm Dörpfeld (13. April 1894)
349. Michael Jan de Goeje (13. April 1894)
350. Cato Maximilian Guldberg (13. April 1894)
351. Wilhelm Friedrich Philipp Pfeffer (13. April 1894)
352. Nathanaël Pringsheim (13. April 1894)
353. Knut Fredrik Söderwall (13. April 1894)
354. Axel Gudbrand Blytt (5. April 1895)
355. Theodor Magnus Fries (5. April 1895)
356. Theodor von Sickel (5. April 1895)
357. Veit Brecher Wittrock (5. April 1895)
358. Albert Victor Bäcklund (10. April 1896)
359. Armand-Hippolyte-Louis Fizeau (10. April 1896)
360. Johann Wilhelm Hittorf (10. April 1896)
361. John William Strutt, 3. Baron Rayleigh (10. April 1896)
362. Robert Collett (9. April 1897)
363. Nils Christofer Dunér (9. April 1897)
364. Aleksandr Onufrievič Kovalevskij (9. April 1897)
365. Henry Sidgwick (9. April 1897)
366. Ulrich von Wilamowitz-Moellendorff (9. April 1897)
367. Wilhelm August Oskar Hertwig (15. April 1898)
368. Henri-Ferdinand-Marie Moissan (15. April 1898)
369. Gustav von Schmoller (15. April 1898)
370. Eduard Strasburger (15. April 1898)
371. Albert-Jules-Frank Dastre (21. April 1899)
372. Alfred-Jules-Émile Fouillée (21. April 1899)
373. Charles-Émile Picard (21. April 1899)
374. Jules-Henri Poincaré (21. April 1899)
375. Édouard-Joseph-Louis-Marie van Beneden (6. April 1900)
376. Anton Dohrn (6. April 1900)
377. Paul Ehrlich (6. April 1900)
378. Theodor Wilhelm Engelmann (6. April 1900)
379. Walther Flemming (6. April 1900)
380. Friedrich Robert Helmert (6. April 1900)
381. Louis Henry (6. April 1900)
382. Melchior Treub (6. April 1900)
383. Hermann Karl Usener (6. April 1900)
384. Hugo de Vries (6. April 1900)
385. Friedrich Karl Brugmann (12. April 1901)
386. Adolf Engler (12. April 1901)
387. Karl Eberhardt von Goebel (12. April 1901)
388. Jacob Heinrich van ’t Hoff (12. April 1901)
389. Sven Otto Pettersson (12. April 1901)
390. William Ramsay (12. April 1901)
391. Henry Augustus Rowland (12. April 1901)
392. Paul Tannerey (12. April 1901)
393. Hermann Diels (4. April 1902)
394. Theodor Gomperz (4. April 1902)
395. Clas Bernhard Hasselberg (4. April 1902)
396. Adolf Theodor Friedrich Michaelis (4. April 1902)
397. Henrik Mohn (4. April 1902)
398. Ivan Petrovič Pavlov (4. April 1902)
399. Thomas William Rhys Davids (4. April 1902)
400. John Scott Burdon-Sanderson (4. April 1902)
401. Henry Sweet (4. April 1902)
402. Knut Johan Ångström (3. April 1903)
403. Svante Arrhenius (3. April 1903)
404. William James (3. April 1903)
405. Karl Axel Lichinowsky Kock (3. April 1903)
406. Adolf Gotthard Noreen (3. April 1903)
407. Alf Torp (3. April 1903)
408. Hugo Hildebrand Hildebrandsson (8. April 1904)
409. Friedrich Wilhelm Georg (8. April 1904)
410. Eduard Meyer (8. April 1904)
411. Alfred Elis Törnebohm (8. April 1904)
412. Julius Wellhausen (8. April 1904)
413. Theodor Boveri (7. April 1905)
414. Bengt Jönsson (7. April 1905)
415. Eduard Suess (7. April 1905)
416. Johan Herman Lie Vogt (7. April 1905)
417. Julius Wiesner (7. April 1905)
418. Johan Nordal Fischer Wille (7. April 1905)
419. David Hilbert (6. April 1906)
420. Friedrich Wilhelm Ostwald (6. April 1906)
421. Johan Hjalmar Théel (6. April 1906)
422. Tycho Tullberg (6. April 1906)
423. Karl Konrad Ferdinand Maria von Amira (5. April 1907)
424. James Dewar (5. April 1907)
425. Gabriel-Jean-Jacques Monod (5. April 1907)
426. Max Noether (5. April 1907)
427. Albrecht Penck (5. April 1907)
428. Corrado Segre (5. April 1907)
429. Paul-Marie Viollet (5. April 1907)
430. Karl Oskar Widman (5. April 1907)
431. Jakob Eriksson (3. April 1908)
432. Emil Fischer (3. April 1908)
433. Thorstein Hallager Hiortdahl (3. April 1908)
434. John Newport Langley (3. April 1908)
435. Henri-Auguste Omont (3. April 1908)
436. Robert Adolf Armand Tigerstedt (3. April 1908)
437. Georges Dreyer (14. Mai 1909)
438. Albrecht Kossel (14. Mai 1909)
439. Ernest Lavisse (14. Mai 1909)
440. Friedrich Leo (14. Mai 1909)
441. Johan Henrik Emil Schück (14. Mai 1909)
442. Absalon Taranger (14. Mai 1909)
443. Pavel Gavrilovič Vinogradov (14. Mai 1909)
444. Gustaf Cederschiöld (15. April 1910)
445. Adolf Erman (15. April 1910)
446. Archibald Geikie (15. April 1910)
447. Gustaf Oscar Augustin Montelius (15. April 1910)
448. Ferdinand de Saussure (15. April 1910)
449. Woldemar Voigt (15. April 1910)
450. Gabriel-Émile Bertrand (7. April 1911)
451. Ignacz Goldziher (7. April 1911)
452. Albin Haller (7. April 1911)
453. Hermann Walther Nernst (7. April 1911)
454. Karl Heinrich Rosenbusch (7. April 1911)
455. Francis Llewellyn Griffith (12. April 1912)
456. Arthur Surridge Hunt (12. April 1912)
457. Dukinfield Henry Scott (12. April 1912)
458. Emil Warburg (12. April 1912)
459. Charles-Marie-Joseph Bédier (11. April 1913)
460. Henri Bergson (11. April 1913)
461. Étienne-Émile-Marie Boutroux (11. April 1913)
462. Franz-Valéry-Marie Cumont (11. April 1913)
463. Jacques-Salomon Hadamard (11. April 1913)
464. Yngvar Nielsen (11. April 1913)
465. Dietrich Schäfer (11. April 1913)
466. James Ward (11. April 1913)
467. Hendrik Antoon Lorentz (17. April 1914)
468. Arthur Anthony Macdonell (17. April 1914)
469. Ilja Iljič Mečnikov (17. April 1914)
470. Hugo Schuchardt (17. April 1914)
471. Eduard Schwartz (17. April 1914)
472. Emil Nestor Setälä (17. April 1914)
473. Charles Scott Sherrington (17. April 1914)
474. Kristoffer Marius Hægstad (28. April 1916)
475. Nils Martin Persson Nilsson (28. April 1916)
476. Magnus Bernhard Olsen (28. April 1916)
477. Hjalmar Sejersted Falk (27. April 1917)
478. Johan August Lundell (27. April 1917)
479. Olof August Danielsson (3. Mai 1918)
480. Gerard Jakob De Geer (25. April 1919)
481. Per Gustaf David Granqvist (25. April 1919)
482. Friedrich Carl Andreas (9. April 1920)
483. Hans von Arnim (9. April 1920)
484. George David Birkhoff (9. April 1920)
485. Jules-Jean-Baptiste-Vincent Bordet (9. April 1920)
486. Ferdinand-Eugène Brunot (9. April 1920)
487. Marie Curie (9. April 1920)
488. Albert Einstein (9. April 1920)
489. George Abraham Grierson (9. April 1920)
490. Gabriel-Albert-Auguste Hanotaux (9. April 1920)
491. Pierre Janet (9. April 1920)
492. Heike Kamerlingh Onnes (9. April 1920)
493. François-Antoine-Alfred Lacroix (9. April 1920)
494. Henri Léon Lebesgue (9. April 1920)
495. Wallace Martin Lindsay (9. April 1920)
496. Heinrich Maier (9. April 1920)
497. Paul-Jules-Antoine Meillet (9. April 1920)
498. Hans Horst Meyer (9. April 1920)
499. Henri Pirenne (9. April 1920)
500. Max Planck (9. April 1920)
501. Pio Rajna (9. April 1920)
502. Theodore William Richards (9. April 1920)
503. Pierre-Paul-Émile Roux (9. April 1920)
504. Ernest Rutherford (9. April 1920)
505. André-Antoine Thomas (9. April 1920)
506. Joseph John Thomson (9. April 1920)
507. Girolamo Vitelli (9. April 1920)
508. Eilhard Ernst Gustav Wiedemann (9. April 1920)
509. Richard Willstätter (9. April 1920)
510. Edgar Johnson Allen (15. April 1921)
511. Joseph Barcroft (15. April 1921)
512. William Bateson (15. April 1921)
513. William Bayliss (15. April 1921)
514. Martinus Willem Beijerinck (15. April 1921)
515. Francis Herbert Bradley (15. April 1921)
516. William Henry Bragg (15. April 1921)
517. Albert-Louis-Marie Cuny (15. April 1921)
518. William Morris Davis (15. April 1921)
519. Arthur John Evans (15. April 1921)
520. Hartog Jakob Hamburger (15. April 1921)
521. Edmund Georg Hermann Landau (15. April 1921)
522. Ernst Leonard Lindelöf (15. April 1921)
523. Friedrich Meinecke (15. April 1921)
524. Thomas Hunt Morgan (15. April 1921)
525. Julius Morgenroth (15. April 1921)
526. Friedrich Wilhelm Karl Müller (15. April 1921)
527. Nils Herman Nilsson-Ehle (15. April 1921)
528. Edmond Pottier (15. April 1921)
529. Theobald Smith (15. April 1921)
530. Roland Thaxter (15. April 1921)
531. Vito Volterra (15. April 1921)
532. August von Wassermann (15. April 1921)
533. Max Wilhelm Carl Weber (15. April 1921)
534. Hans Winkler (15. April 1921)
535. Paul-Émile Appell (7. April 1922)
536. Richard von Hertwig (7. April 1922)
537. Andreas Heusler (7. April 1922)
538. Halvdan Koht (7. April 1922)
539. Christiaan Snouck-Hurgronje (7. April 1922)
540. Francis Arthur Bather (6. April 1923)
541. Frederick Orpen Bower (6. April 1923)
542. Carl Vilhelm Ludvig Charlier (6. April 1923)
543. Magnus John Carl August Forssman (6. April 1923)
544. Carl Magnus Fürst (6. April 1923)
545. Albert August von Le Coq (6. April 1923)
546. Edward Granville Browne (11. April 1924)
547. Alan Gardiner (11. April 1924)
548. Godfrey Harold Hardy (11. April 1924)
549. Werner Jaeger (11. April 1924)
550. Alfred Stern (11. April 1924)
551. Léon-Charles-Albert Calmette (3. April 1925)
552. George de Hevesy (3. April 1925)
553. Axel Holst (3. April 1925)
554. Haimon Einar Harald Löfstedt (3. April 1925)
555. Gustaf Otto Rosenberg (3. April 1925)
556. Ernest Starling (3. April 1925)
557. Félix-Edouard-Justin-Émile Borel (9. April 1926)
558. Henry Hallett Dale (9. April 1926)
559. Peter Debye (9. April 1926)
560. Simon Flexner (9. April 1926)
561. Heinrich Jacob Goldschmidt (9. April 1926)
562. Émile Meyerson (9. April 1926)
563. Eduard Rudolf Thurneysen (9. April 1926)
564. Hendrik Anthony Kramers (bis zum 3. April 1925 inländisches Mitglied, nach dem 11. Februar 1927 als ausländisches Mitglied geführt)
565. Franz Boas (8. April 1927)
566. Lucien-Claude-Jules-Marie Cuénot (8. April 1927)
567. Frederick Gowland Hopkins (8. April 1927)
568. Hideyo Noguchi (8. April 1927)
569. Helmer Smith (8. April 1927)
570. Otto Warburg (8. April 1927)
571. Adolf Ossian Aschan (12. April 1928)
572. Vilhelm Friman Koren Bjerknes (13. April 1928)
573. Martin Cecilius August Brinkmann (13. April 1928)
574. Léon Brunschvicg (13. April 1928)
575. Friedrich Hiller von Gaertringen (13. April 1928)
576. Hans Oscar Juel (13. April 1928)
577. Carl Johan Sverdrup Marstrander (13. April 1928)
578. Richard Reitzenstein (13. April 1928)
579. Anders Wiman (13. April 1928)
580. Ludwig Döderlein (5. April 1929)
581. Paul Langevin (5. April 1929)
582. Carl Axel Moberg (5. April 1929)
583. Carl Neuberg (5. April 1929)
584. Kurt Sethe (5. April 1929)
585. Frans Gustaf Emanuel Walberg (5. April 1929)
586. Karl Vilhelm Zetterstéen (5. April 1929)
587. Carl Correns (11. April 1930)
588. Alfred Wegener (11. April 1930)
589. Tage Gillis Torsten Carleman (10. April 1931)
590. Alfons Dopsch (10. April 1931)
591. Samson Eitrem (10. April 1931)
592. Federigo Enriques (10. April 1931)
593. Karl von Frisch (10. April 1931)
594. Gustaf Elof Hellquist (10. April 1931)
595. Karl Landsteiner (10. April 1931)
596. Bror Per Evald Lidén (10. April 1931)
597. Paul Ehrenfest (1. April 1932)
598. Otto von Friesen (1. April 1932)
599. Bedřich Hrozný (1. April 1932)
600. Sten Konow (1. April 1932)
601. Gilbert Newton Lewis (1. April 1932)
602. Knut Liestøl (1. April 1932)
603. Einar Lönnberg (1. April 1932)
604. Johan Rutger Sernander (1. April 1932)
605. Joseph Bidez (21. April 1933)
606. Karl Brandi (21. April 1933)
607. Ivar Broman (21. April 1933)
608. Eli Heckscher (21. April 1933)
609. Gustav Komppa (21. April 1933)
610. Svante Samuel Murbeck (21. April 1933)
611. Charles Tate Regan (21. April 1933)
612. Manne Siegbahn (21. April 1933)
613. Torsten Ludvig Thunberg (21. April 1933)
614. Joseph-Jean-Baptiste Vendryes (21. April 1933)
615. James Franck (6. April 1934)
616. Otto Eduard Hermann Neugebauer (6. April 1934)
617. Haakon Shetelig (6. April 1934)
618. Erik Helge Osvald Stensiö (6. April 1934)
619. James H. Breasted (12. April 1935)
620. Sven Petrus Ekman (12. April 1935)
621. Hans von Euler-Chelpin (12. April 1935)
622. Karl Anders Axel Grönwall (12. April 1935)
623. Erich Hecke (12. April 1935)
624. Göran Liljestrand (12. April 1935)
625. Otto Lous Mohr (12. April 1935)
626. Carl Wilhelm Oseen (12. April 1935)
627. Gerhart Rodenwaldt (12. April 1935)
628. Hermann Thiersch (12. April 1935)
629. Albert Francis Blakeslee (3. April 1936)
630. August W.H.G. Fischer (3. April 1936)
631. Norbert Jokl (3. April 1936)
632. Klas Bernhard Johannes Karlgren (3. April 1936)
633. Johan Harald Kylin (3. April 1936)
634. Lucien Lévy-Bruhl (3. April 1936)
635. Reynold Alleyne Nicholson (3. April 1936)
636. Hermann Oncken (3. April 1936)
637. Otto Stern (3. April 1936)
638. Anton Wilhelm Brøgger (2. April 1937)
639. Louis Massignon (2. April 1937)
640. Eugen Steinach (2. April 1937)
641. Harold William Vazeille Temperley (2. April 1937)
642. Hans Thure Sigurd Wallengren (2. April 1937)
643. Bror Oscar Eilert Ekwall (8. April 1938)
644. Theodor Frings (8. April 1938)
645. Richard Goldschmidt (8. April 1938)
646. Victor Moritz Goldschmidt (8. April 1938)
647. Haaken Hasberg Gran (8. April 1938)
648. Albrecht Götze (8. April 1938)
649. Richard Ludwig Enno Littmann (8. April 1938)
650. Francis Peyton Rous (8. April 1938)
651. Didrik Arup Seip (8. April 1938)
652. August Thienemann (8. April 1938)
653. Charles Lauritsen (14. April 1939)
654. Toivo Ilmari Bonsdorff (12. April 1940)
655. Johan Huizinga (12. April 1940)
656. Sigurður Nordal (12. April 1940)
657. Henrik Samuel Nyberg (12. April 1940)
658. Carl Wilhelm von Sydow (12. April 1940)
659. Lauritz Ulrik Absalon Weibull (12. April 1940)